# Nick Chinlund
Zareh Nicholas 'Nick' Chinlund (New York, 18 november 1961) is een Amerikaans acteur. 

## Biografie
Chinlund is geboren en opgegroeid in New York maar verhuisde naar Providence (Rhode Island) om te gaan studeren aan de Brown-universiteit met een basketbalbeurs om een profbasketballer te worden. Door een ernstige blessure in zijn eerste jaar moet hij zijn droom veranderen, hij blijft op de universiteit en gaat lessen nemen in acteren en kwam erachter dat hier zijn passie lag. Hij slaagde voor zijn diploma en verhuisde naar Los Angeles om zich te richten op een carrière als acteur, en speelde in meer dan 100 televisieseries en films. 
Chinlund is in 2005 getrouwd en heeft hieruit een kind.

## Filmografie[3]

### Films
Selectie:
- 2014 Need for Speed - als agent Lejeune
- 2010 The Chameleon – als Mitch
- 2008 The Onion Movie – als Bryce Brand
- 2006 Ultraviolet – als Ferdinand Daxus
- 2005 The Legend of Zorro – als Jacob McGivens
- 2004 The Chronicles of Riddick – als Toombs
- 2003 Tears of the Sun – als Michael Slowenski
- 2001 Training Day – als Tim
- 1997 Mr. Magoo – als Bob Morgan
- 1997 Con Air – als Billy Bedlam
- 1996 Eraser – als WitSec agent Calderon
- 1994 Bad Girls – als detective O'Brady
- 1992 Lethal Weapon 3 – als Hatchett
- 1990 The Ambulance – als Hugo

### Televisieseries
Uitgezonderd eenmalige gastrollen.
- 2024 The Chosen - als Chuza - 2 afl.
- 2019 - 2023 Godfather of Harlem - als inspecteur Gary D'Alessandro - 3 afl.
- 2019 - 2022 The Orville - als inspecteur Dalak - 2 afl.
- 2022 The Terminal List - als admiraal Gerald Pillar - 5 afl.
- 2011 – 2021 Young Justice – als diverse stemmen – 12 afl.
- 2017 Training Day - als Tim Wallace - 2 afl.
- 2012 666 Park Avenue - als Vixtor Shaw - 4 afl.
- 2011 How to Make it in America – als Yosi – 3 afl.
- 2009 24 – als Masters – 2 afl.
- 2006 – 2007 Smith – als David – 2 afl.
- 2005 – 2006 Desperate Housewives – als rechercheur Sullivan – 5 afl.
- 2001 The Fugitive – als Donny Hennessy – 2 afl.
- 2000 Buffy the Vampire Slayer – als majoor Ellis – 2 afl.
- 1999 – 2000 Third Watch – als rechercheur Tancredi – 6 afl.
- 1995 – 2000 The X-Files – als Donald Addle Pfaster – 2 afl.
- 1999 Cracker – als Pete Renauldi – 2 afl.

- Biblioteca Nacional de España: XX1487472
- Bibliothèque nationale de France: cb14164335k (data)
- Gemeinsame Normdatei: 1060767082
- International Standard Name Identifier: 0000 0001 1448 549X
- Library of Congress Control Number: n2009032838
- Nationale Bibliotheek van Tsjechië: xx0042902
- Virtual International Authority File: 76524212
- WorldCat: E39PBJxGRMvVFJXt9d6yBMyPQq